# Ирод I Великий
И́род I Великий (ивр. הוֹרְדוֹס‎ [hóрдос]; др.-греч. Ἡρῴδης; лат. Herodus [Хе́родус]; в русском языке — И́род от традиционной среднегреческой передачи; ок. 74—73 гг. до н. э. — 4 до н. э.; по другим данным, 1 до н. э.) — идумеянин, сын Антипатра, римского наместника Иудеи. Царь Иудеи (40—4 гг. до н. э.), основатель идумейской династии Иродиадов. Его описывали как «сумасшедшего, убившего свою семью и множество раввинов», «злого гения Иудейской нации», «готового на любое преступление в угоду своим неограниченным амбициям», и «величайшего строителя в еврейской истории». Его имя стало нарицательным для обозначения злого и жестокого человека.

## Биография

### Происхождение и ранние годы
Дед Ирода Антипатр покорился Хасмонейскому Иудейскому царству, принял иудаизм и сохранил за собой власть над Идумеей. Отец Ирода, Антипатр Идумеянин, активно поддерживал римскую экспансию (кульминацией которой было взятие Иерусалима Помпеем в 63 году до н. э.), надеясь ослабить евреев. В 47 году до н. э. Ирод получил римское гражданство.

### Воцарение
Политическую карьеру Ирод начал в 48 году до н. э. как 25-летний губернатор (тетрарх) Галилеи (ИД кн. 14, гл. 9:2), где прославился разгромом повстанцев Иезекии, отца Иуды Галилеянина. Разгром и казнь «галилейских разбойников» вызвала одобрение у римских наместников Сирии и осуждение у консервативных иудеев.
Нашествие парфян в 40 году до н. э. вынудило Ирода оставить Галилею и бежать на юг: сначала в Иерусалим, затем в Идумею, откуда через Египет (где удостоился аудиенции у местной царицы Клеопатры — ИД кн. 14, гл. 14:2) отплыл на корабле в Рим. Там он, заручившись поддержкой триумвира Марка Антония, был представлен римскому сенату и «избран» новым царём Иудеи.
Из Италии Ирод в 39 году до н. э. прибыл в Птолемаиду, где при поддержке римских властей собрал войско из наёмников и еврейских беженцев для противостояния парфянской экспансии и освобождения Иерусалима (ИД кн. 14, гл. 15:1). После поражения парфян римляне усилили наёмную армию Ирода двумя регулярными легионами под предводительством Гая Сосия, которым удалось в 37 году до н. э. взять Иерусалим (где тогда правил ставленник парфян, иудейский царь Антигон). Ещё во время осады, чтобы повысить свои шансы на престол, Ирод женился на Мариамне, внучке первосвященника Гиркана II, стремясь тем самым придать своей династии санкцию кровного родства с домом Хасмонеев.
Воцарившись, Ирод расправился с 45 активными сторонниками Антигона и позаботился, чтобы низверженного и пленённого последнего иудейского царя Хасмонейской династии казнили в Антиохии.
«Чёрным годом» для Ирода стал 31 до н. э., когда после морского боя при Акциуме Марк Антоний потерпел поражение, в Иудею вторглись южные племена, а в самом Иерусалиме произошло крупное землетрясение, унёсшее 30 тысяч жизней (ИД кн. 15, гл. 5:1-2). Однако Ирод с честью вышел из затруднительной ситуации: он наладил контакт с новой римской властью — основателем Империи Гаем Юлием Цезарем Октавианом, изгнал арабов и развернул широкомасштабное строительство по всей стране.

### Царь-строитель
Важнейшим делом Ирода Великого была реконструкция Второго Храма (Храма Зоровавеля), который, несмотря на это, не стал называться Храмом Ирода, а сохранил своё название и по-прежнему считался Вторым Храмом, а не Третьим. Строительство началось в 22 году до н. э. и продолжалось 9 лет. На время работ службы в Храме не прекращались. В 2009 году археологи обнаружили каменоломни, где добывался материал для строительства Храма.
В пригороде Иерусалима по приказу Ирода построен амфитеатр, раскопанный израильскими учёными. На арене этого амфитеатра (предположительно, раз в год) в честь Цезаря проводились международные гладиаторские бои, состязания борцов и гимнастов, скачки (ИД кн.15, гл.8:1). Тем самым Ирод выступил проводником эллинизации в Иудее, что вызывало возмущение консервативных элементов еврейского общества, которые даже покушались на жизнь царя. Помимо амфитеатра в самом Иерусалиме Ирод возвёл дворец и цитадель Антонию. В честь своего умершего брата Фазаэля Ирод построил мавзолей с башней, по высоте не уступавшей Фаросскому маяку (ИД кн.16, гл.5:2).
По распоряжению Ирода также построен средиземноморский порт Цезарея с театром на месте Стратоновой Башни. Полной реконструкции подверглась Самария, переименованная на греческий манер в Себастию, где по приказу Ирода построено жильё для его солдат. Перестроены Газа и Масада, основан Иродион и Есевон (на территории современной Иордании).
Иосиф Флавий упоминал масштабное строительство, развернутое Иродом в Ашкелоне, городе, который часть историков связывают с происхождением семьи царя. В 2021 году археологи обнаружили следы этого строительства. Было раскопано огромное здание базилики, в котором найдены монеты времен Ирода.
Масштабы строительства при царе Ироде выходили за пределы территории Иудеи. В качестве благодарности за гостеприимство при нём построен пифийский храм на острове Родос. В Антиохии за собственный счёт Ирода вымощена площадь города (ИД кн.16, гл.5:3).

### Борьба с голодом
Примерно в 25 году до н. э. Иудейское царство постиг неурожай и последовавший за ним голод. Ситуация усугублялась тем, что казна была истощена широкомасштабным строительством минувших лет. Тогда по приказу Ирода в его дворце было собрано всё золото и обменяно в Египте на хлеб (ИД кн.15, гл.9:2). Оперативная и эффективная борьба с голодом снискала Ироду народную любовь и обезоружила его врагов.

### Конец царствования
Последние годы правления Ирода отмечены особой подозрительностью, мстительностью и жестокостью. Если раньше опасность исходила только от консервативных элементов, то теперь он начал подозревать в заговорах своё ближайшее окружение, включая родственников. Так, по доносу он приказал казнить своих собственных сыновей Александра и Аристобула (повешены в Самарии), а также Антипатра.

### Смерть
Ирод дожил до преклонного возраста, процарствовав в Иерусалиме 34 года (ИД кн.17, гл.8:1) и прожив 70 лет. Однако перед смертью он страдал от болей в животе. После безуспешных попыток вылечиться он примирился со своей смертью, жалея, что после смерти заслужит осуждение своих подданных. Ирод выплатил жалование своим преданным воинам. В изменённом перед смертью завещании Ирод назначил своего старшего сына Архелая наследником престола, а его брата Антипу — тетрархом. Однако Октавиан Август, на утверждение которому Архелай повёз завещание в Рим, предоставил ему лишь половину царства (Идумею, Иудею, Самарию, Кесарию, Иоппию и Иерусалим) с титулом этнарха и обещанием возвести в царский сан, как скоро он покажет себя этого достойным. Вторую половину он разделил на две тетрархии, которые предоставил двум другим сыновьям Ирода: Филиппу (Батанея, Трахонея и Авран) и Антипе (Перея и Галилея).
Архелай устроил своему отцу пышные похороны: тело умершего было положено на золотое ложе и покрыто порфирой. В процессии участвовал почётный караул из галльских, германских и фракийских воинов. Согласно воле почившего, его тело было предано земле в Иродионе. Траур по Ироду продолжался семь дней.
Могилу Ирода нашли на вершине Иродиона. Об этой находке сообщил 7 мая 2007 года израильский профессор Эхуд Нецер.
Большинство историков настаивает на 4 годе до нашей эры как дате смерти Ирода. Наследники Ирода начинают править именно в 5—4 годах до н. э. Вторая важная деталь, именно с этой датой синхронизируются события в более широком контексте Римской империи. Ирод прожил 70 лет (ИД кн.17, гл.8:1). Год его рождения известен, значит можно высчитать дату смерти (74—73 год до н. э. — 70 лет = 4—3 год до н. э.).
Некоторые историки выступают против этой даты, так как она не согласуется с хронологией Дионисия Малого, согласно которой, Иисус родился в 1 году нашей эры (которая и отсчитывается от вычисленной Дионисием даты). Они подвергают сомнению принятую хронологию смерти Ирода, считая, что она основана на расширительном толковании трудов Иосифа Флавия, который использовал «консульские списки», то есть указывал, что определённое событие произошло во время правления определённых римских консулов. Так, согласно такой хронологии Иосифа, Ирод был назначен царём в 40 году до н. э., однако, по данным другого историка, Аппиана, это событие имело место в 39 году до н. э. Таким же образом Иосиф относит захват Иродом Иерусалима к 37 году до н. э., но он также утверждает, что это произошло через 27 лет после завоевания города Помпеем (63 год до н. э.).

Это бедствие постигло Иерусалим в консульство Марка Агриппы и Каниния Галла, в третий месяц сто восемьдесят пятой олимпиады, и опять-таки в день поста, как бы для повторения постигшего иудеев несчастья при Помпее: двадцать семь лет тому назад, в этот же самый день, город был взят последним.

Ссылка на данное событие указывает на то, что Ирод захватил Иерусалим в 36 году до н. э.
Иосиф утверждает, что Ирод умер, «процарствовав тридцать четыре года после умерщвления Антигона [после завоевания Иерусалима] и тридцать семь лет после провозглашения своего царем со стороны римлян». Это может указывать на то, что дата его смерти — 2 год до н. э. или начало 1 года до н. э.

Затем он умер, спустя пять дней после казни Антипатра, процарствовав тридцать четыре года после умерщвления Антигона и тридцать семь лет после провозглашения своего царём со стороны римлян.

Историки также обращают внимание на то, что для описанных событий недостаточно 29 дней между частичным затмением 4 года до н. э. и последующей Пасхой, потребовалось бы как минимум 10 недель. Но 10 января 1 года до н. э., за 12,5 недель до Пасхи, произошло полное лунное затмение, которое наблюдалось в Иудее.

## История избиения младенцев
Согласно Евангелию от Матфея, Ирод, узнав от волхвов, что те идут в Вифлеем поклониться новорождённому «Царю Иудейскому», испугался заговора с целью узурпации своей власти и отдал приказ уничтожить младенца. По сверхъестественному наущению волхвы не открыли ему местонахождения младенца, после чего Ирод приказал убить всех вифлеемских детей в возрасте до двух лет, надеясь, что в их числе окажется и загадочный «будущий царь». Евангелие не сообщает числа убитых младенцев; в церковном предании цифры разнятся, доходя до 14 000 (в византийской традиции) и 64 000 (в сирийской). Брюс Алворд утверждает, что подобные масштабы трудновообразимы, учитывая, что Вифлеем был небольшим городком, а в те времена такое количество людей могло составить население целого города.
Другие историки и богословы обращают внимание на огромное стечение народа в Вифлеем тех времён, согласно Евангелию от Луки, в котором упоминается, что Иосиф и Мария шли в Вифлеем по причине переписи населения, город при этом был переполнен, и им нашлось место только в хлеву. Прозаик Пол Л. Майер сомневается в том, что избиение младенцев имело место: хотя жестокость и доходящая до паранойи подозрительность Ирода в последние годы своей жизни хорошо известна, другие источники этого события не упоминают, в том числе Иосиф Флавий. Богослов Александр Мень отвечает на это, что трагедия в глазах Иосифа Флавия была незначительной в сравнении с бесчисленными зверствами Ирода. Служитель Пресвитерианской церкви Дональд А. Хагнер считает, что число убитых детей было завышено. Но Александр Мень отмечает, что приказ о направлении в Вифлеем отряда солдат с распоряжением умертвить там всех младенцев моложе двух лет, вероятнее всего, отдавался Иродом в глубокой тайне.

## Титул «Великий»
Присвоен историками Ироду после его смерти. Был ими объяснён ловкостью Ирода-политика, грандиозными свершениями Ирода-строителя, а также роскошью двора Ирода-правителя. Этот титул главным образом отличает Ирода от его наследников, носивших то же имя, но не содержит нравственной оценки этого правителя — порочного, коварного и жестокого.